# 21516 Mariagodinez
A 21516 Mariagodinez (ideiglenes jelöléssel 1998 KS51) a Naprendszer kisbolygóövében található aszteroida. A LINEAR projekt keretében fedezték fel 1998. május 23-án.